# Julien Gabarron
Pour les articles homonymes, voir Gabarron.
Julien Gabarron, né le 11 mars 1981 à Lille, est une personnalité politique. D'abord membre de l'UMP, il rejoint le RN en 2021. Il est le député de la 6e circonscription de l'Hérault depuis 2024.

## Biographie
Julien Gabarron naît le 11 mars 1981 à Lille.
Cafetier à Béziers, il dirige Le Plaza pendant une dizaine d'année. Il est ensuite cadre commercial dans l’informatique. Il vit à Cers et est père de trois enfants et en élève une dont il n'est pas le père.

### Politique
D'abord membre de l'UMP, Julien Gabarron rejoint le RN en 2021.
Il est responsable départemental du RN.
Le 7 juillet 2024, il est élu député dans la sixième circonscription de l'Hérault face à Emmanuelle Ménard.